# Bathyraja violacea
Bathyraja violacea es una especie de pez de la familia de los Rajidae en el orden de los Rajiformes.

## Reproducción
Es ovíparo y las hembras ponen huevos envueltos en una cápsula córnea.

## Hábitat
Es un pez marino y clima templado y demersal que vive entre 20 y 1110 m de profundidad.

## Distribución geográfica
Se encuentra desde Hokkaido (Japón) hasta la península de Kamchatka.

## Observaciones
Es inofensivo para los humanos.